# Robertson Davies
William Robertson Davies (Thomasville, Ontario, 28 d'agost de 1913 - Orangeville, Ontario, 2 de desembre de 1995) va ser un novel·lista, autor teatral, periodista i professor canadenc. Robertson Davies és un dels autors canadencs més populars reconeguts del segle xx.

## Obra
Autor d'onze novel·les agrupades en quatre trilogies, la darrera incompleta, de quinze obres de teatre, i de múltiples llibres d'assaig i de crítica literària. La trilogia de Deptford que comprèn les novel·les El cinquè en joc (1970), Mantícora (1972) i El món dels prodigis (1975) és l'única traduïda al català.